# 歳徳神

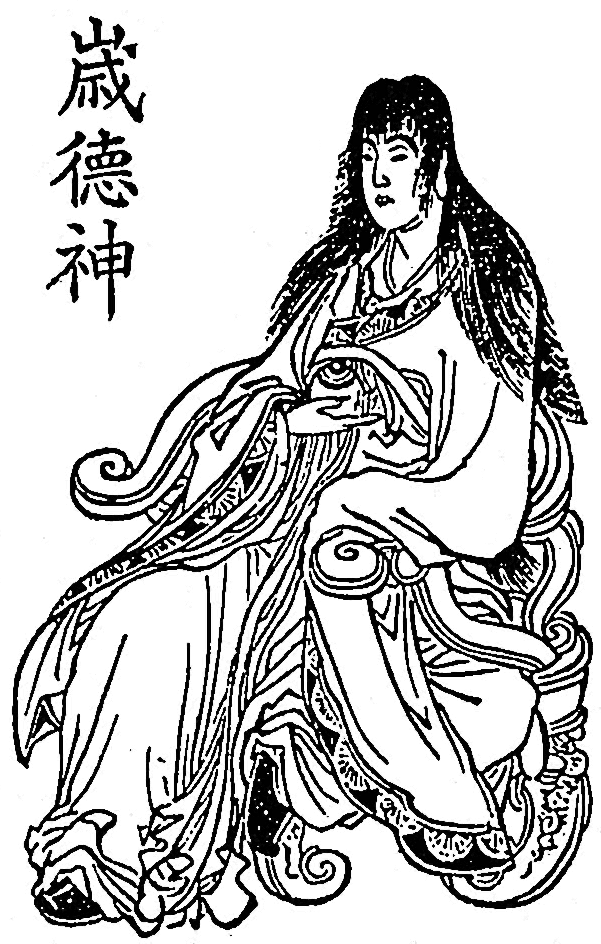
歳徳神
（『安部晴明簠簋内傳圖解』）

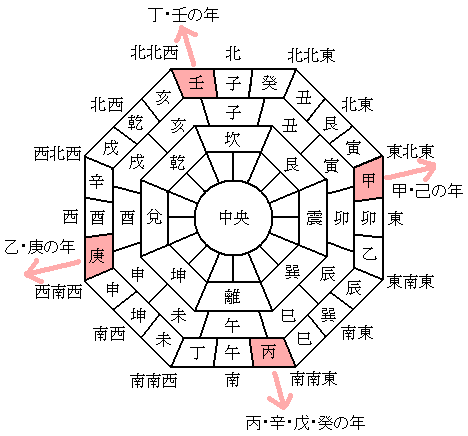
恵方の方位

歳徳神（としとくじん、とんどさん）は、陰陽道で、その年の福徳を司る神である。年徳、歳神、正月さまなどとも言う。
ほとんどの暦では、最初の方のページに王妃のような姿の美しい姫神の歳徳神を記載している。歳徳神の由来には諸説あり、『簠簋内伝』では、牛頭天王の后・八将神の母の頗梨采女（はりさいじょ）であるとしているが、これはでたらめであるとの批判もある。また、牛頭天王が須佐之男尊と習合したことから、その妃の櫛稲田姫とも同一視される。

## 恵方
歳徳神の在する方位を恵方（えほう、吉方、兄方）、または明の方（あきのかた）と言い、その方角に向かって事を行えば、万事に吉とされる。
歳徳神の在する方位（すなわち恵方）は、その年の十干によって下記のように決まる。
| 年            | 年           | 恵方   | 恵方   | 恵方   | 恵方   | 恵方         | 恵方         |
| 十干          | 西暦の一の位 | 24方位 | 十二支 | 時計法 | 方位角 | 32方位       | 16方位       |
| ------------- | ------------ | ------ | ------ | ------ | ------ | ------------ | ------------ |
| 甲・己        | 4・9         | 甲     | 寅卯間 | 02時半 | 075°   | 東微北やや北 | 東北東やや東 |
| 乙・庚        | 0・5         | 庚     | 申酉間 | 08時半 | 255°   | 西微南やや南 | 西南西やや西 |
| 丙・辛 戊・癸 | 1・6 3・8    | 丙     | 巳午間 | 05時半 | 165°   | 南微東やや東 | 南南東やや南 |
| 丁・壬        | 2・7         | 壬     | 亥子間 | 11時半 | 345°   | 北微西やや西 | 北北西やや北 |

かつては、初詣は自宅から見て恵方の方角の寺社に参る習慣があった（恵方詣り）。また、節分の行事として恵方を向いて「太巻きの丸かぶり」を行う恵方巻の風習が関西を中心に行なわれていたが、コンビニエンスストア等の宣伝やキャンペーンで全国に認知されつつある。なお、宣伝やキャンペーンにあたっては24方位ではなく日常的な16方位による簡便な説明が行われることが多い。